# Anagyrus
Anagyrus är ett släkte av steklar som beskrevs av Howard 1896. Anagyrus ingår i familjen sköldlussteklar.

## Bildgalleri

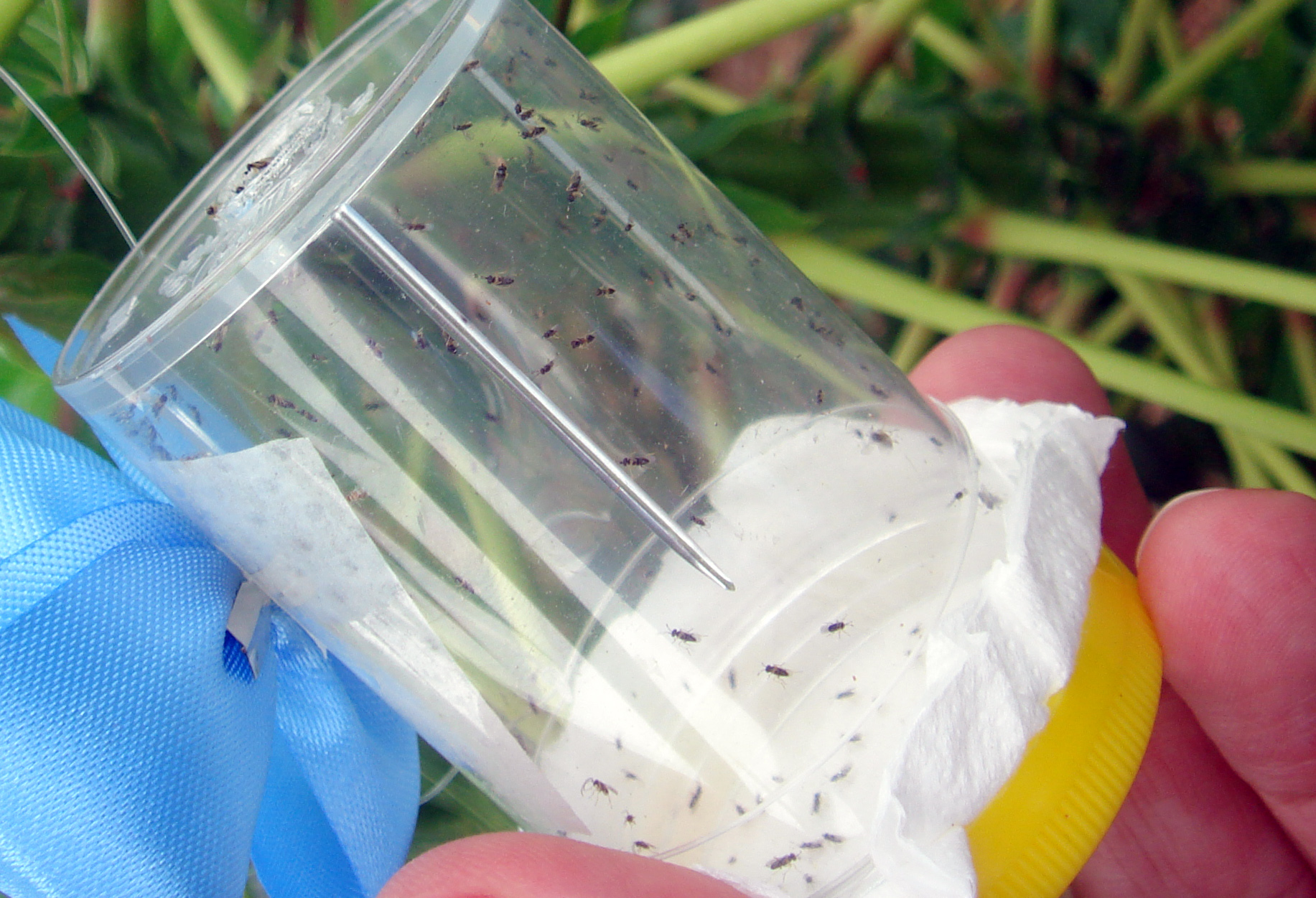

## Dottertaxa tillAnagyrus, i alfabetisk ordning[1][2]
- Anagyrus abatos
- Anagyrus abdulrassouli
- Anagyrus abyssinicus
- Anagyrus aceris
- Anagyrus aciculatus
- Anagyrus adamsoni
- Anagyrus aega
- Anagyrus aegyptiacus
- Anagyrus agraensis
- Anagyrus alami
- Anagyrus albatus
- Anagyrus aligarhensis
- Anagyrus almoriensis
- Anagyrus amnicus
- Anagyrus amoenus
- Anagyrus amudaryensis
- Anagyrus ananatis
- Anagyrus antoninae
- Anagyrus aper
- Anagyrus aquilonaris
- Anagyrus arambourgi
- Anagyrus aranzadii
- Anagyrus archangelskayae
- Anagyrus arenaria
- Anagyrus argyrus
- Anagyrus ashkhabadensis
- Anagyrus aurantifrons
- Anagyrus australiensis
- Anagyrus bambeyi
- Anagyrus belibus
- Anagyrus bellator
- Anagyrus bellus
- Anagyrus beneficians
- Anagyrus bermudensis
- Anagyrus bicolor
- Anagyrus bohemanni
- Anagyrus bouceki
- Anagyrus brachyclavae
- Anagyrus brevicornis
- Anagyrus brevistigma
- Anagyrus bugandaensis
- Anagyrus californicus
- Anagyrus calyxtoi
- Anagyrus cepio
- Anagyrus cercides
- Anagyrus chrysos
- Anagyrus cilla
- Anagyrus clauseni
- Anagyrus clavatus
- Anagyrus coccidivorus
- Anagyrus coccurae
- Anagyrus comptoni
- Anagyrus cooki
- Anagyrus coxalis
- Anagyrus cristinae
- Anagyrus dactylopii
- Anagyrus darevskii
- Anagyrus diffinis
- Anagyrus discolor
- Anagyrus diversicornis
- Anagyrus dozieri
- Anagyrus echion
- Anagyrus elgeri
- Anagyrus elizabethae
- Anagyrus elpis
- Anagyrus emeljanovi
- Anagyrus ephyra
- Anagyrus eudora
- Anagyrus euroto
- Anagyrus fasciiscapus
- Anagyrus fatimae
- Anagyrus ferus
- Anagyrus flaviceps
- Anagyrus flavimesopleurum
- Anagyrus floris
- Anagyrus foersteri
- Anagyrus fraternus
- Anagyrus frontolatus
- Anagyrus fujianensis
- Anagyrus fujikona
- Anagyrus fusciventris
- Anagyrus fuscus
- Anagyrus galinae
- Anagyrus gaudens
- Anagyrus gemma
- Anagyrus gracilis
- Anagyrus gravis
- Anagyrus greeni
- Anagyrus grenfelli
- Anagyrus hainanensis
- Anagyrus haloxyli
- Anagyrus hammadae
- Anagyrus hansoni
- Anagyrus haroldi
- Anagyrus hayati
- Anagyrus hebes
- Anagyrus henanensis
- Anagyrus hippocoon
- Anagyrus impar
- Anagyrus indicus
- Anagyrus inermis
- Anagyrus insolitus
- Anagyrus ishaqi
- Anagyrus jacksoni
- Anagyrus jenniferae
- Anagyrus juani
- Anagyrus jucundus
- Anagyrus juno
- Anagyrus kamali
- Anagyrus kivuensis
- Anagyrus laeviceps
- Anagyrus lampe
- Anagyrus lebadeia
- Anagyrus levis
- Anagyrus lineatipes
- Anagyrus livens
- Anagyrus lizanorum
- Anagyrus loecki
- Anagyrus longicornis
- Anagyrus longipennis
- Anagyrus lopezi
- Anagyrus luci
- Anagyrus lutescens
- Anagyrus major
- Anagyrus malayensis
- Anagyrus malenotus
- Anagyrus mandibularis
- Anagyrus mangicola
- Anagyrus maritzae
- Anagyrus marquesanus
- Anagyrus matho
- Anagyrus matritensis
- Anagyrus mazaces
- Anagyrus minium
- Anagyrus mirtesae
- Anagyrus mirus
- Anagyrus mirzai
- Anagyrus mohani
- Anagyrus montivagus
- Anagyrus mumfordi
- Anagyrus mycale
- Anagyrus narcicius
- Anagyrus nesticoccus
- Anagyrus niger
- Anagyrus nigrescens
- Anagyrus nigricans
- Anagyrus nigriceps
- Anagyrus nigricorpus
- Anagyrus nigriflagellum
- Anagyrus nigritus
- Anagyrus nishidai
- Anagyrus nitidus
- Anagyrus novickyi
- Anagyrus obodas
- Anagyrus ocellatus
- Anagyrus odacon
- Anagyrus orbitalis
- Anagyrus paralia
- Anagyrus pergandei
- Anagyrus petronae
- Anagyrus phaena
- Anagyrus phasis
- Anagyrus phya
- Anagyrus pilosus
- Anagyrus procles
- Anagyrus pseudococci
- Anagyrus pulcher
- Anagyrus pulchricornis
- Anagyrus pullus
- Anagyrus punctifrons
- Anagyrus putonophilus
- Anagyrus qadrii
- Anagyrus quadrimaculatus
- Anagyrus ranchiensis
- Anagyrus rapo
- Anagyrus remotor
- Anagyrus rhopaloides
- Anagyrus rifens
- Anagyrus rosichoni
- Anagyrus rotundiceps
- Anagyrus rubellus
- Anagyrus rubinae
- Anagyrus rugas
- Anagyrus rusticus
- Anagyrus sabas
- Anagyrus saccharicola
- Anagyrus saintpierrei
- Anagyrus saipanensis
- Anagyrus salazari
- Anagyrus sameenae
- Anagyrus sawadai
- Anagyrus scaea
- Anagyrus scapularis
- Anagyrus schmuttereri
- Anagyrus schoenherri
- Anagyrus scimitar
- Anagyrus securicornis
- Anagyrus semifulvus
- Anagyrus shahidi
- Anagyrus siccus
- Anagyrus similis
- Anagyrus sinensis
- Anagyrus sinope
- Anagyrus smithi
- Anagyrus sogdianus
- Anagyrus sophax
- Anagyrus spaici
- Anagyrus spica
- Anagyrus subalbipes
- Anagyrus subflaviceps
- Anagyrus subnigricornis
- Anagyrus subproximus
- Anagyrus subtilis
- Anagyrus sucro
- Anagyrus suia
- Anagyrus surekhae
- Anagyrus swezeyi
- Anagyrus tamaricicola
- Anagyrus tanystis
- Anagyrus telon
- Anagyrus tenuis
- Anagyrus terebratus
- Anagyrus thailandicus
- Anagyrus theana
- Anagyrus theon
- Anagyrus thoe
- Anagyrus thyridopterygis
- Anagyrus tibimaculatus
- Anagyrus townsendi
- Anagyrus tricolor
- Anagyrus trinidadensis
- Anagyrus tristis
- Anagyrus trjapitzini
- Anagyrus tyana
- Anagyrus tymber
- Anagyrus umairi
- Anagyrus ussuriensis
- Anagyrus varithorax
- Anagyrus wayfoongi
- Anagyrus villalobosi
- Anagyrus vochos
- Anagyrus vulso
- Anagyrus xanthogaster
- Anagyrus yuccae
- Anagyrus zaitzevi
- Anagyrus zama
- Anagyrus zubairi
- Anagyrus zygia